# Kundziņsala
Kundziņsala är en stadsdel och ö i Lettlands huvudstad Riga, 6 km norr om stadens centrum. Kundziņsala ligger 1 meter över havet och antalet invånare är 468.